# Еміль Путтеманс
Еміль Путтеманс  (фр. Miel Puttemans, 8 жовтня 1947) — бельгійський легкоатлет, олімпійський медаліст.

## Виступи на Олімпіадах
| Олімпіада     | Дисципліна           | Місце      |
| ------------- | -------------------- | ---------- |
| Мехіко 1968   | біг на 5000 метрів   | 12         |
| Мюнхен 1972   | біг на 5000 метрів   | 5          |
| Мюнхен 1972   | біг на 10 000 метрів | 2          |
| Монреаль 1976 | біг на 5000 метрів   | AC h1 r1/2 |
| Монреаль 1976 | біг на 10 000 метрів | AC         |
| Москва 1980   | біг на 5000 метрів   | 8 h1 r2/3  |